# توزيع ويجنر وفيل متعدد الحدود

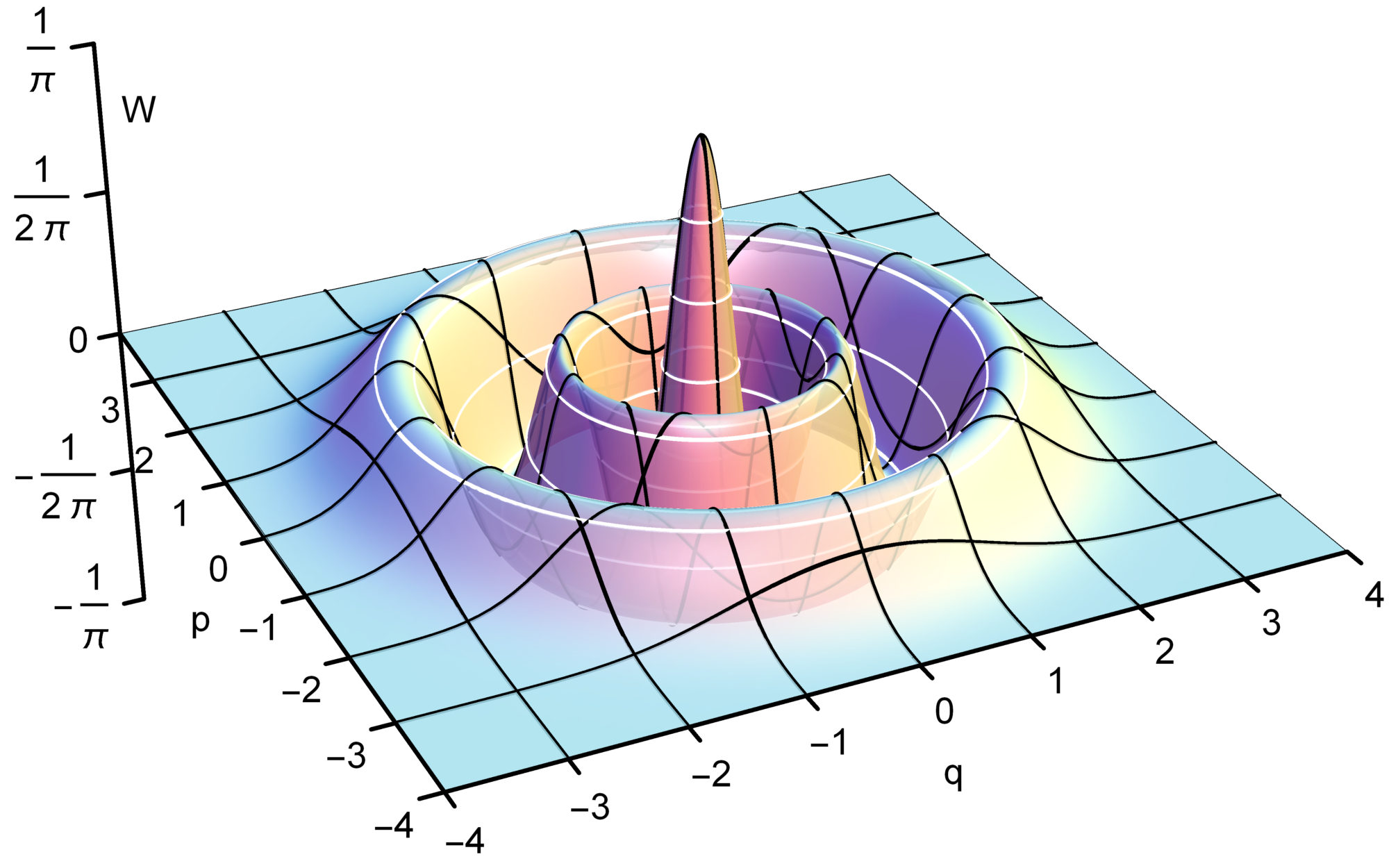

في معالجة الإشارات، ينظر إلى توزيع ويجنر وفيل متعدد الحدود، على أنه توزيعًا شبه احتمالي، والذي يعمم دالة توزيع ويجنر. اقترحه بوعلام بوشاش، وبيتر أوشيا في عام 1994م.

## مقدمة
العديد من الإشارات في الطبيعة وفي التطبيقات الهندسية، من الممكن نمذجتها على النحو التالي:
{\displaystyle z(t)=e^{j2\pi \phi (t)}} ، حيث {\displaystyle \phi (t)} تمثل مرحلة متعددة الحدود، وهناك أيضًا {\displaystyle j={\sqrt {-1}}}
وعلى سبيل المثال، من المهم اكتشاف إشارات مرحلة متعددة الحدود ذات ترتيب عالي عشوائي. ومع ذلك، فإن توزيع ويجنر وفيل التقليدي له حد يعتمد على إحصائيات الدرجة الثانية. وعليه، فقد تم اقتراح توزيع ويجنر وفيل المتعدد الحدود باعتباره شكلًا عامًا لتوزيع ويجنر وفيل التقليدي، والذي يمكنه التعامل مع الإشارات ذات الطور غير الخطي.

## تعريف

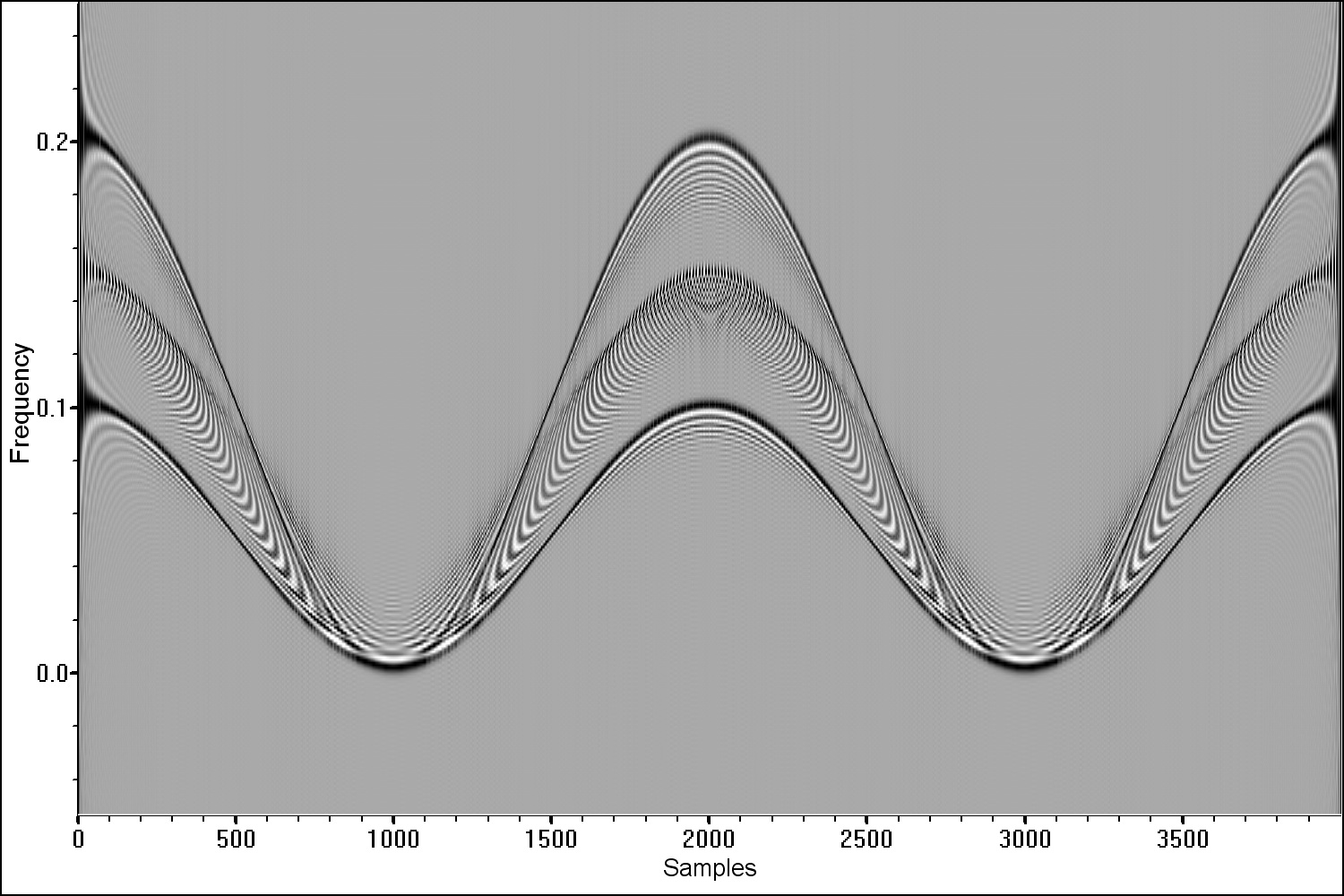

توزيع ويجنر وفيل متعدد الحدود {\displaystyle W_{z}^{g}(t,f)}، يتم تعريفه على أنه
{\displaystyle W_{z}^{g}(t,f)={\mathcal {F}}_{\tau \to f}\left[K_{z}^{g}(t,\tau )\right]}
حيث تشير {\displaystyle {\mathcal {F}}_{\tau \to f}} إلى تحويل فورييه، وفيما يتعلق بـ {\displaystyle \tau } ، و {\displaystyle K_{z}^{g}(t,\tau )}، فهي تمثل نواة الحدود المعطاة من خلال
{\displaystyle K_{z}^{g}(t,\tau )=\prod _{k=-{\frac {q}{2}}}^{\frac {q}{2}}\left[z\left(t+c_{k}\tau \right)\right]^{b_{k}}}
حيث {\displaystyle z(t)} تمثل إشارة الإدخال و {\displaystyle q} يمثل عدد زوجي. ويمكن إعادة كتابة التعبير أعلاه للنواة في شكل متماثل على النحو التالي:
{\displaystyle K_{z}^{g}(t,\tau )=\prod _{k=0}^{\frac {q}{2}}\left[z\left(t+c_{k}\tau \right)\right]^{b_{k}}\left[z^{*}\left(t+c_{-k}\tau \right)\right]^{-b_{-k}}}
ويتم إعطاء الإصدار المتقطع للزمن لتوزيع ويجنر وفيل متعدد الحدود بواسطة تحويل فورييه المتقطع لـ
{\displaystyle K_{z}^{g}(n,m)=\prod _{k=0}^{\frac {q}{2}}\left[z\left(n+c_{k}m\right)\right]^{b_{k}}\left[z^{*}\left(n+c_{-k}m\right)\right]^{-b_{-k}}}
حيث {\displaystyle n=t{f}_{s},m={\tau }{f}_{s},} ، و {\displaystyle f_{s}} تمثل تردد أخذ العينات. ويمكن النظر إلى توزيع ويجنر وفيل التقليدي، على أنه يمثل حالة خاصة من توزيع ويجنر وفيل متعدد الحدود مع {\displaystyle q=2,b_{-1}=-1,b_{1}=1,b_{0}=0,c_{-1}=-{\frac {1}{2}},c_{0}=0,c_{1}={\frac {1}{2}}}

## مثال
يمكن تحقيق واحدة من أبسط التعميمات لنواة توزيع ويجنر وفيل المعتادة من خلال أخذ {\displaystyle q=4} . مجموعة المعاملات {\displaystyle b_{k}} و {\displaystyle c_{k}} يجب أن تكون متواجدة، من أجل تحديد النواة الجديدة بشكل كامل. وعلى سبيل المثال، قمنا بتعيين
{\displaystyle b_{1}=-b_{-1}=2,b_{2}=b_{-2}=1,b_{0}=0}
{\displaystyle c_{1}=-c_{-1}=0.675,c_{2}=-c_{-2}=-0.85}
وبعد ذلك، يتم تقديم نواة الوقت المتقطع الناتجة بواسطة
{\displaystyle K_{z}^{g}(n,m)=\left[z\left(n+0.675m\right)z^{*}\left(n-0.675m\right)\right]^{2}z^{*}\left(n+0.85m\right)z\left(n-0.85m\right)}

### تصميم نواة متعددة الحدود العملية
وفيما يتعلق بالإشارة المعطاه{\displaystyle z(t)=e^{j2\pi \phi (t)}} ، وحيث أن{\displaystyle \phi (t)=\sum _{i=0}^{p}a_{i}t^{i}} تمثل دالة متعددة الحدود، وترددها اللحظي (IF) تكون {\displaystyle \phi '(t)=\sum _{i=1}^{p}ia_{i}t^{i-1}} .
وللحصول على نواة متعددة الحدود عملية {\displaystyle K_{z}^{g}(t,\tau )}، فإن مجموعة المعاملات {\displaystyle q,b_{k}} و {\displaystyle c_{k}} يجب أن يتم اختيارها بشكل صحيح بحيث
{\displaystyle {\begin{aligned}K_{z}^{g}(t,\tau )&=\prod _{k=0}^{\frac {q}{2}}\left[z\left(t+c_{k}\tau \right)\right]^{b_{k}}\left[z^{*}\left(t+c_{-k}\tau \right)\right]^{-b_{-k}}\\&=\exp(j2\pi \sum _{i=1}^{p}ia_{i}t^{i-1}\tau )\end{aligned}}}
{\displaystyle {\begin{aligned}W_{z}^{g}(t,f)&=\int _{-\infty }^{\infty }\exp(-j2\pi (f-\sum _{i=1}^{p}ia_{i}t^{i-1})\tau )d\tau \\&\cong \delta (f-\sum _{i=1}^{p}ia_{i}t^{i-1})\end{aligned}}}
- وعندما يكون {\displaystyle q=2,b_{-1}=-1,b_{0}=0,b_{1}=1,p=2} ,

{\displaystyle z\left(t+c_{1}\tau \right)z^{*}\left(t+c_{-1}\tau \right)=\exp(j2\pi \sum _{i=1}^{2}ia_{i}t^{i-1}\tau )}
{\displaystyle a_{2}(t+c_{1})^{2}+a_{1}(t+c_{1})-a_{2}(t+c_{-1})^{2}-a_{1}(t+c_{-1})=2a_{2}t\tau +a_{1}\tau }

{\displaystyle \Rightarrow c_{1}-c_{-1}=1,c_{1}+c_{-1}=0}
{\displaystyle \Rightarrow c_{1}={\frac {1}{2}},c_{-1}=-{\frac {1}{2}}}
- وعندما يكون{\displaystyle q=4,b_{-2}=b_{-1}=-1,b_{0}=0,b_{2}=b_{1}=1,p=3}

{\displaystyle {\begin{aligned}&a_{3}(t+c_{1})^{3}+a_{2}(t+c_{1})^{2}+a_{1}(t+c_{1})\\&a_{3}(t+c_{2})^{3}+a_{2}(t+c_{2})^{2}+a_{1}(t+c_{2})\\&-a_{3}(t+c_{-1})^{3}-a_{2}(t+c_{-1})^{2}-a_{1}(t+c_{-1})\\&-a_{3}(t+c_{-2})^{3}-a_{2}(t+c_{-2})^{2}-a_{1}(t+c_{-2})\\&=3a_{3}t^{2}\tau +2a_{2}t\tau +a_{1}\tau \end{aligned}}}

{\displaystyle \Rightarrow {\begin{cases}c_{1}+c_{2}-c_{-1}-c_{-2}=1\\c_{1}^{2}+c_{2}^{2}-c_{-1}^{2}-c_{-2}^{2}=0\\c_{1}^{3}+c_{2}^{3}-c_{-1}^{3}-c_{-2}^{3}=0\end{cases}}}

## التطبيقات

تعد إشارات FM غير الخطية شائعة في الطبيعة، وكذلك في التطبيقات الهندسية. فعلى سبيل المثال، يستخدم نظام السونار لبعض الخفافيش إشارات FM زائدية، وإشارات FM تربيعية؛ من أجل تحديد الموقع عن طريق الصدى. وفي الرادار، تستخدم بعض مخططات ضغط النبضة إشارات FM خطية وإشارات تربيعية. يتسم توزيع ويجنر وفيل بتركيز مثالي في مستوى التردد الزمني لإشارات التضمين الترددي الخطي. ومع ذلك، بالنسبة لإشارات التردد المعدلة غير الخطية، لا يتم فيها الحصول على التركيز الأمثل، وتنتج عن ذلك تمثيلات طيفية مشوهة. يمكن تصميم توزيع ويجنر وفيل المتعدد الحدود للتعامل مع هذه المشكلة.